# 콸레현

콸레현

콸레현(Kwale County)은 케냐를 구성하는 47개 현 가운데 하나로 현도는 콸레이며 면적은 8,270.3km2, 인구는 649,931명(2009년 기준)이다. 2013년에 실시된 행정 구역 개편에 따라 해안주에서 분리되어 신설되었다. 북쪽으로는 킬리피현과 몸바사현, 서쪽으로는 타이타타베타현, 동쪽으로는 인도양과 접하며 남쪽으로는 탄자니아와 국경을 접한다.

## 인구
| 연도    | 인구    | ±%     |
| ------- | ------- | ------ |
| 1979    | 288,363 | —      |
| 1989    | 383,053 | +32.8% |
| 1999    | 496,133 | +29.5% |
| 2009    | 649,931 | +31.0% |
| 2019    | 866,820 | +33.4% |
| source: |         |        |